# Badshah Munir Bukhari
Badshah Munir Boechari (بادشاہ منیر بخاری, बादशाह मुनीर बुखारी, 巴德沙 阿穆尼尔 布哈里) (25 december 1978) is een Pakistaans taalkundige. Hij is een docent taalkunde en een lid van het Departement van Urdu, Universiteit van Peshawar.
Zijn boek over het Urdu en Khowar werd gepubliceerd door de National Language Authority. Zijn woordenboek Khowar - Urdu - Engels is een van de weinige bronnen die beschikbaar is over het Khowar. Bukhari is ook de uitgever van Khayaban (ISSN 1993-9302 print 2072-3666 web), het onderzoekstijdschrift van het Departement van Urdu aan de Universiteit van Peshawar. Hij is tevens lid van International Phonetic Association.
In 2004 heeft de regering van Pakistan hem een medaille toegekend voor zijn bijdrage op het gebied van taalkundig onderzoek.

## Werk
Badshah Munir Bukhari's doctoraal onderzoek naar Arische en niet-Arische theorieën van de Urdutaal is de eerste wetenschappelijk onderzoek dat ooit gedaan is naar deze taal. Hij ontwierp een alfabet voor zeven eerder ongeschreven talen van het noorden van Pakistan en Afghanistan.
Hij is een vertaler van Urdu, Pashto, Khowar en Dari. Hij heeft gepubliceerd over de volgende talen in het noorden van Pakistan en Afghanistan:
- Dameli
- Domaaki
- Gawar-Bati
- Kalash
- Kashmiri
- Khowar
- Kohistani
- Nangalami
- Pashayi
- Palula
- Shina
- Shumashti
- Nuristani
- Askunu
- Kamkata-viri
- Tregami
- Vasi-Vari
- Waigali
- Dari,
- Pashto
- Urdu